# Naval Aircraft Factory PN
Die Naval Aircraft Factory PN war ein Doppeldecker-Flugboot und wurde ab 1918 für die US Navy gebaut. Sie diente als Aufklärungsflugzeug und zur U-Boot-Bekämpfung.
Kurz vor Ende des Ersten Weltkriegs begann man bei der Naval Aircraft Factory mit dem Nachbau von britischen Felixstowe F.5-Flugbooten. Diese erhielten neue 330-PS-Liberty-Motoren. Die US Navy bezeichnete diese als Typ F.5L. Insgesamt wurden 227 F.5L bei der Naval Aircraft Factory, Curtiss und Canadian Aeroplanes gebaut.
Ab 1922 wurden die F.5L als PN-5 und PN-6 bezeichnet. Die Maschinen blieben bis 1931 im Dienst. Nach der PN-5 und PN-6 folgten noch acht modifizierte Maschinen, die PN-7 bis PN-10 und die PN-12, deren berühmtester Vertreter die PN-9 war. Sie sollte den ersten Nonstop-Flug nach Hawaii versuchen.

## Naval Aircraft Factory PN-9
Am 1. und 2. Mai 1925 stellten die Leutnants der US Navy Clarence H. Schildhauer und James R. Kyle mit einer PN-9 einen neuen Dauerflugrekord über Philadelphia mit 28 Stunden und 35 Minuten auf. Dieser Flug galt als Vorbereitung für den Hawaii-Flug. Zwei PN-9 und eine Boeing PB-1 sollten nach Honolulu fliegen.
Der Starttermin der drei Maschinen wurde auf den 1. September 1925 festgelegt. Die PB-1 litt allerdings unter diversen Motorproblemen und musste aus dem Flugprogramm gestrichen werden. So starteten nur die PN-9 No. 1 und PN-9 No. 3 von San Francisco in Richtung Honolulu.
Die PN-9 No. 3 musste nach kurzer Flugstrecke wegen Motorproblemen den Flug abbrechen. So flog die PN-9 No. 1 unter Commander John Rodgers und Leutnant Byron Connell alleine weiter in Richtung Hawaii. Rund 725 km vor Hawaii ging der Maschine der Treibstoff aus. Rodgers musste die Maschine im Pazifik notlanden.
Rodgers entschied sich, per Segel nach Hawaii zu kommen. Die provisorischen Segel hatte er aus der Tragflächenbespannung geschnitten. Allerdings waren die Nahrungs- und Wasserreserven sehr gering. Die US-Navy entschied sich zu einer der größten Suchaktionen im Pazifik.
Neun Tage blieb die PN-9 im Pazifik verschollen. In der Zwischenzeit war Rodgers bis auf 16 km an die Nawiliwili Bay der Insel Kauai herangesegelt bzw. gedriftet. Dort entdeckte ihn das U-Boot R-4. Rodgers und seine Besatzung wurden auf Hawaii wie Nationalhelden empfangen. Das Hauptgebäude des Honolulu International Airport heißt beispielsweise noch heute John Rodgers Terminal. Zwei Zerstörer der US Navy erhielten den Namen USS John Rodgers (DD-574, DD-983).

## Lizenzbauten
Da die Produktionskapazitäten der Naval Aircraft Factory begrenzt wurden, ließ die U.S. Navy 98 PN-12 von Douglas (25), Keystone (18) und Martin (55) ab 1927 in Lizenz bauen. Die Hall-Aluminum Aircraft Corporation baute im Auftrag der Navy ab 1930 44 als Hall PH bezeichnete Ganzmetall-Flugboote, die aus der PN-11 entwickelt worden waren. Die Lizenzbauten der PN-12 wurden bis 1938 geflogen, die Hall PH bis 1944.

## Varianten
PN-5die US Navy bezeichnete ab 1922 die F.5L als Typ PN-5
PN-6die letzten beiden produzierten F.5L erhielten einen verbesserten Bootsrumpf, ein ausgeglichenes Seitenruder und eine veränderte Leitwerksflosse. Diese Variante wurde zuerst als F.6L und ab 1922 als PN-6 bezeichnet.
PN-7sie hatte neue 525-PS-Wright-T2-Motoren (2 Exemplare gebaut), von ihr wurde auch die Boeing PB-1 abgeleitet
PN-8sie hatte neue 475-PS-Packard-1A-2500-Motoren (2 Exemplare gebaut)
PN-9überarbeitete PN-8 mit neuer Motoraufhängung und neuem Leitwerk (2 Exemplare gebaut)
PN-10verbesserte PN-9 (2 Exemplare gebaut)
PN-11stark verbesserte Version, von der fünf Exemplare gebaut wurden. Erstflug Oktober 1928. Ab 1930 als XP4N-1 und-2 bezeichnet.
PN-122 Exemplare gebaut, eines mit 525 PS leistenden Pratt & Whitney R-1690 Hornet und ein Exemplar mit Wright R-1750-Cyclone-Triebwerken
Douglas PD-1von Douglas in Lizenz gebaute PN-12, 25 wurden gebaut.
Keystone PK-1von Keystone in Lizenz gebaute PN-12 mit Doppelheckleitwerk, 18 wurden gebaut.
Martin PM-1von Martin in Lizenz gebaute PN-12, 30 wurden gebaut.
Martin PM-2von Martin in Lizenz gebaute PN-12 mit Doppelheckleitwerk und geschlossener Kanzel, 25 wurden gebaut.

## Militärische Nutzer
Brasilien
- Brasilianische Marine

 Vereinigte Staaten
- US Navy

## Technische Daten

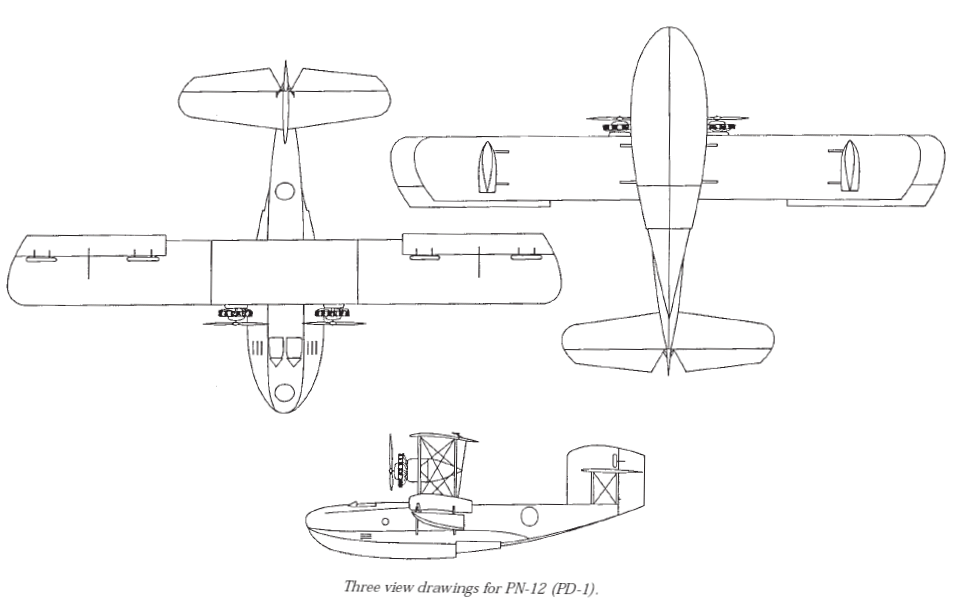
Dreiseitenriss PN-12

| Kenngröße             | Daten Naval Factory PN-9                                             |
| --------------------- | -------------------------------------------------------------------- |
| Besatzung             | 4                                                                    |
| Länge                 | 14,98 m                                                              |
| Spannweite            | 22,20 m                                                              |
| Flügelfläche          | 113 m²                                                               |
| Höhe                  | 5,11 m                                                               |
| Leermasse             | 4080 kg                                                              |
| Startmasse            | 8221 kg                                                              |
| Antrieb               | 2 × 12-Zylinder-V-Motoren Packard 1A-2500 mit je 475 PS (ca. 350 kW) |
| Höchstgeschwindigkeit | 180 km/h                                                             |
| Reichweite            | 4103 km                                                              |